# Euphylidorea tepida
Euphylidorea tepida là một loài ruồi trong họ Limoniidae. Chúng phân bố ở miền Tân bắc.